# دکتر اشتوان کوواچ
دکتر اشتوان کوواچ (مجاری: Dr. Kovács István) یک فیلم درام مجارستانی است که در سال ۱۹۴۲ منتشر شد. از بازیگران آن می‌توان به آنتال پاگر، ارژی شیمور، میتسی هاراستی و مارگیت لادومرسکی اشاره کرد. داستان فیلم تحت تأثیر تورانیسم مجارستانی است.